# Enigma: Rising Tide
Enigma: Rising Tide est un jeu vidéo de simulation développé par Tesseraction Games et édité par Dreamcatcher Interactive, sorti en 2003 sur Windows.